# Abala (woreda)
Pour les articles homonymes, voir Abala.
Abala est un des 29 woredas de la région Afar (Zone 2), dans le Nord de l'Éthiopie.

## Démographie
D'après le recensement de 2011 par l'Agence Centrale Statistique éthiopienne (CSA), Abala compterait une population de 44 752 habitants, dont 24 063 hommes et 20 689 femmes, répartis sur 1 188 km2. Ce woreda est en augmentation de population, comme le montre le recensement de 2007, par la même agence, selon laquelle la population s'élevait à 37 963 habitants.